# Punk'd
Punk'd is een Amerikaans televisieprogramma dat met een verborgen camera bekende mensen voor de gek houdt. Het wordt geproduceerd en gepresenteerd door Ashton Kutcher en werd voor het eerst in 2003 uitgezonden. De titel Punk'd verwijst naar de grap die op iemand wordt uitgehaald en naar de stijl van het programma zelf.

## Trivia
- De meeste slachtoffers buiten de VS en Canada komen uit Engeland (7 slachtoffers).
- Persoon die het meest is gepunkt: Wilmer Valderrama (Ashtons medespeler in That '70s Show)
- Punk met de meeste hulp van vrienden en bekenden: Tracy Morgan (minstens 6, alle mede-spelers van zijn programma)
- Jongste persoon gepunkt: Emma Roberts (15 jaar, 3 maanden en 5 dagen oud toen de uitzending werd uitgezonden)
- Oudste persoon gepunkt: Sugar Ray Leonard (49 jaar, 11 maanden en 28 dagen oud toen de uitzending werd uitgezonden)
- Meeste slachtoffers van één televisieprogramma: The O.C. (Adam Brody, Rachel Bilson, Ben McKenzie, Mischa Barton en Olivia Wilde)
- Meeste slachtoffers uit één Amerikaanse staat: Californië (34 slachtoffers)
- Aantal slachtoffers dat meerdere keren werd gepunkt: 11
- Het programma wordt in twee liedjes genoemd: ShoYoAss en I Think I Love You
- Ashton Kutcher grapt vaak dat hij zelf niet kan worden gepunkt, maar in feite is hij al twee keer gepunkt. De eerste keer was een test door de producers van het programma voordat het werd uitgezonden waarbij Kutcher meerdere keren door een metaal detector moest lopen en hij steeds zijn kleding uit moest doen. De tweede keer was de bedoeling dat Britney Spears hem voor de gek moest houden, maar Ashton Kutcher had het door en draaide de grap om.

- Library of Congress Control Number: n2010029188
- Virtual International Authority File: 184862590